# Was heißt: sich im Denken orientieren?
Was heißt: sich im Denken orientieren? ist ein Aufsatz von Immanuel Kant aus dem Jahr 1786 in der Berlinischen Monatsschrift, in dem er zu dem sogenannten Pantheismusstreit Stellung nimmt, um sich von Vorwürfen des Spinozismus zu schützen.
Kant bezog sich auf einen Streit zwischen Friedrich Heinrich Jacobi und Moses Mendelssohn, in dem es darum ging, ob man den Glauben durch Vernunft begründen könne. Jacobi hatte dies abgelehnt. Mendelssohn versuchte hingegen, in den Morgenstunden (1785) und in der Streitschrift An die Freunde Lessings (1786) einen geläuterten Pantheismus zu vertreten. Dabei griff Mendelssohn auf ein Argument des gemeinen Menschenverstandes zurück:

„So oft mich meine Spekulation zu weit von der Heerstraße des Gemeinsinns abzuführen scheint, so stehe ich still und suche mich zu orientiren. Ich sehe auf den Punkt zurück, von welchem wir ausgegangen sind, und suche meine beyden Wegweiser zu vergleichen.“

Kant nahm in dieser Debatte auf der Seite Jacobis zugunsten einer rationalen Philosophie Stellung und bezog sich dabei kritisch auf das von Mendelssohn gewählte Bild.